# 梅蓝属
梅蓝属（学名：Melhania）是梧桐科下的一个属，为小灌木或草本植物。该属共有约40种，分布于非洲、亚洲和大洋洲。